# .LIVE
.LIVE（日语： Dottoraibu）是株式会社APP LAND经营的虛擬YouTuber團體。

## 活動
2018年1月18日，.LIVE 成立，當時成員有電腦少女小白和巴恰魯。
2018年3月13日，發布新虛擬YouTuber形象投票及新聲優招募，新虛擬YouTuber形象從已經擱置的手機遊戲《少女兵器大戰》中180位兵姬中投票選出10位兵姬作為原型，同時收編原個人勢虛擬YouTuber毛絨田咩咩咩和花京院櫻桃，合共12位成員組成偶像部，於2018年5月4日出道。而巴恰魯為偶像部製作人。
2019年6月10日，原個人勢虛擬YouTuber Merry Milk加入.LIVE。
2019年12月1日，牛卷莉子因身體不佳活動休止。
2019年12月4日，宣布夜樱多摩、猫乃木摩奇解约。
2020年12月26日，七星Milily、六夢和Rurun Rururica加入.LIVE。
2021年4月20日，宣布旗下花京院樱桃、神乐铃、卡萝·皮诺、毛绒田咩咩咩、大和伊织5位成員從偶像部畢業，但將持續在 .LIVE 下活動。牛卷莉子、木曾爱月、北上双葉、金刚彩羽、八重泽名取 5 位合約期滿，將從偶像部以及 .LIVE 畢業。

## 旗下虛擬YouTuber
- 電腦少女小白（電脳少女シロ）
- 巴恰鲁（日语：ばあちゃる）（原偶像部製作人）
- 毛绒田咩咩咩（もこ田めめめ，原偶像部成員，原個人勢）
- 卡萝·皮诺（カルロ・ピノ，原偶像部成員）
- 大和伊织（ヤマト イオリ，原偶像部成員）
- 神乐铃（神楽すず，原偶像部成員）
- 花京院樱桃（花京院ちえり，原偶像部成員，原個人勢）
- Merry Milk（メリーミルク，原個人勢）
- 七星Milily（七星みりり）
- 六夢
- Rurun Rururica（ルルン・ルルリカ）

### 前成員
- 夜樱多摩（夜桜たま，2019年12月4日解约）
- 猫乃木饼（猫乃木もち，2019年12月4日解约）
- 牛卷莉子（牛巻りこ，2019年12月1日起停止活动，2021年4月20日合約期滿）
- 北上双叶（北上双葉，2021年4月20日合約期滿）
- 八重泽名取（八重沢なとり，2021年4月20日合約期滿）
- 金刚彩羽（金剛いろは，2021年4月20日合約期滿）
- 木曾爱月（木曽あずき，2021年4月20日合約期滿）

## 出演

### 電視動畫
- 虚拟小姐在看着你（日语：バーチャルさんはみている）（TOKYO MX、1月19日 - 3月27日)